# Hôn nhân cùng giới ở Illinois
Hôn nhân cùng giới đã được công nhận hợp pháp tại tiểu bang Illinois của Hoa Kỳ kể từ khi luật được ký bởi Thống đốc Pat Quinn vào ngày 20 tháng 11 năm 2013 có hiệu lực vào ngày 1 tháng 6 năm 2014.
Illinois thành lập kết hợp dân sự vào ngày 1 tháng 6 năm 2011, sau khi Thống đốc Quinn ký luật vào ngày 31 tháng 1 năm 2011. Luật pháp cho phép cả các cặp cùng giới và khác giới thành lập các liên minh dân sự và cung cấp sự công nhận của nhà nước về các mối quan hệ pháp lý tương tự, bao gồm cả - hôn nhân cùng giới và kết hợp dân sự, được đưa vào các khu vực tài phán khác.
Luật hôn nhân cùng giới đã được đưa ra trong các phiên họp liên tiếp của Đại hội đồng từ năm 2007 đến 2013. Nó đã thông qua Thượng viện vào tháng 2 năm 2013, nhưng các nhà lập pháp đã trì hoãn một cuộc bỏ phiếu tại Hạ viện trong khi vận động bầu cử cho đến ngày 5 tháng 11 năm 2013, khi Hạ viện thông qua phiên bản sửa đổi của dự luật bằng một biên độ hẹp. Thượng viện đã nhanh chóng phê chuẩn dự luật sửa đổi và Thống đốc Quinn đã ký nó thành luật vào ngày 20 tháng 11. Luật này có hiệu lực (toàn tiểu bang) vào ngày 1 tháng 6 năm 2014, với các cặp cùng giới có thể nộp đơn xin giấy phép kết hôn và sau đó kết hôn sau khi bắt buộc thời gian chờ đợi trong ngày.
Vào ngày 21 tháng 2 năm 2014, một thẩm phán Tòa án Quận Hoa Kỳ phán quyết rằng các cặp cùng giới ở Quận Cook có thể kết hôn ngay lập tức và không cần chờ luật pháp có hiệu lực vào ngày 1 tháng Sáu, ngày 26 tháng 2 năm 2014, các quan chức thư ký của Quận Champaign, trích dẫn Phán quyết của Quận Cook, bắt đầu cấp giấy phép kết hôn cho các cặp cùng giới. Một ý kiến của Tổng chưởng lý tiểu bang vào ngày 4 tháng 3 tuyên bố rằng phán quyết có thể áp dụng cho bất kỳ thư ký quận nào chọn cấp giấy phép kết hôn cho các cặp cùng giới. Tám quận được cấp giấy phép trước ngày 12 tháng 3: Cass, Champaign, Cook, Grundy, Jackson, Macon, McLean và St. Clair. Đến ngày 15 tháng 4, con số đó đã tăng lên 16 quận.